# ويليام جون سوليفان
ويليام جون سوليفان (بالإنجليزية: William John Sullivan)‏ هو عالم حاسوب ومبرمج ومهندس أمريكي، ولد في 6 ديسمبر 1976 في سياتل في الولايات المتحدة.